# Amélie Oudéa-Castéra
Pour les articles homonymes, voir Oudéa, Castéra et AOC.
Amélie Oudéa-Castéra (/ameli udeakasteʁa/ ), née Castéra le 9 avril 1978 à Paris 14e (France), est une sportive, haute fonctionnaire, administratrice de société et femme politique française.
Joueuse de tennis de haut niveau durant son adolescence, elle cesse sa carrière sportive professionnelle à 18 ans. 
Formée à l'ENA, elle intègre la Cour des comptes en 2004 puis effectue une carrière dans le privé à partir de 2008 à la direction d'Axa puis du groupe Carrefour.
Elle est directrice générale de la Fédération française de tennis de 2021 à 2022.
En mai 2022, elle est nommée ministre des Sports et des Jeux olympiques et paralympiques dans le gouvernement Élisabeth Borne. Début janvier 2024, tout en conservant ce portefeuille, elle est nommée également ministre de l'Éducation nationale et de la Jeunesse dans le gouvernement Gabriel Attal.
Elle crée la polémique dès sa nomination, suite à ses propos concernant l'école publique, ainsi qu'en raison de différents potentiels conflits d'intérêts. Elle est remplacée à ce poste par Nicole Belloubet moins d'un mois plus tard mais reste ministre des Sports et des Jeux olympiques et paralympiques jusqu'à fin septembre 2024.
Elle est présidente du Comité national olympique et sportif français depuis le 19 juin 2025.

## Biographie

### Origine et famille
Amélie Claire Castéra naît le 9 avril 1978 dans le 14e arrondissement de Paris du mariage de Richard Castéra, directeur de Publicis et haut fonctionnaire, et de Dominique Duhamel, directrice des ressources humaines,. Elle est la nièce du médecin Jean-François Duhamel, des journalistes politiques Alain Duhamel et Patrice Duhamel et, donc, par alliance, nièce de la journaliste Nathalie Saint-Cricq (épouse de Patrice) et cousine du journaliste Benjamin Duhamel (fils de ces derniers).
Elle fréquente en 1997 le joueur de tennis brésilien Gustavo Kuerten, au même où celui-ci remporte son premier titre à Roland-Garros. La relation ne dure que quelques mois. Elle perçoit l'opportunité d'assister au sacre de son compagnon comme un « privilège » et un « petit clin d'oeil du destin de pouvoir vivre par procuration cette quête ultime ». 
Le 22 juillet 2006, elle épouse Frédéric Oudéa, ancien conseiller de Nicolas Sarkozy au ministère du Budget, directeur général de la Société générale de 2008 à 2023 (fonction qu'il combine avec celle deprésident entre 2009 et 2015) et président du conseil d'administration du laboratoire pharmaceutique Sanofi depuis mai 2023. De ce mariage sont nés trois fils, dont Pierre Oudéa-Castéra (2011), qui fait partie des meilleurs espoirs français de sa génération en tennis, ayant atteint les demi-finales et la finale du championnat de France 13-14 ans en simple et en double en 2025,,,.
Selon Mediapart, elle forme avec son mari un couple « parangon des élites françaises » et « qui raconte beaucoup de l’entre-soi des élites » selon Le Nouvel Obs, « engagé dans la vie publique », y compris dans la polémique liée à la scolarisation de leurs enfants dans le privé,.

### Parcours sportif
Amélie Castéra joue au tennis à haut niveau dès sa prime adolescence. À 10 ans, elle est repérée par François Jauffret, directeur technique national, qui lance un système de formation sur-mesure confié à Jean-Luc Cotard, au stade Roland-Garros, avec scolarité aménagée, au lycée Victor-Duruy puis au lycée Jean-de-La-Fontaine. Son entraîneur, Jean-Luc Cotard se souvient « d'une bonne petite gauchère » qui était « dotée d’une belle technique et d’un super physique » avec un revers à une main qui en « faisait déjà une joueuse à part ». Son père, énarque, était capable d'« annuler un déjeuner pour venir (la) voir à l'entraînement à Roland-Garros ».
Elle s'illustre dans la catégorie des moins de quatorze ans en remportant l'Orange Bowl en 1992 où elle « s’est surpassée et a vécu un des plus beaux moments de sa carrière sportive » selon son entraîneur. À partir de la saison 1993, elle est entraînée par le Grec Nicolas Kelaidis qui parle d'elle comme « la meilleure joueuse française en jeunes » de l'époque. Ensemble, elle atteint trois demi-finales de Grand Chelem juniors entre les saisons 1993 et 1994. Elle est d'abord demi-finaliste à l'US Open 1993, où elle s'incline sèchement 2-6, 2-6. En 1994, elle connaît sa deuxième demi-finale à Roland-Garros et puis atteint le même stade à Wimbledon. Sur ce dernier tournoi, elle s'incline face Martina Hingis, de deux ans sa cadette, malgré le gain de la première manche. Sur la suite de sa carrière junior, elle ne se hisse plus en demi-finale d'un Grand Chelem mais réalise un quart à Wimbledon en 1995 puis un huitième de finale à l’Open d’Australie en 1996. Au cours de sa carrière, elle remporte trois titres de championne de France dans les catégories jeunes.
Alors qu'elle approche de la majorité, elle décide de changer d'entraîneur et engage Éric Winogradsky, finaliste en double messieurs à Roland-Garros 1989. La collaboration ne dure que quelques mois, le temps qu'elle ne se rende « compte qu’elle ne pourrait pas aller plus haut » selon les mots de son entraîneur.
Son expérience sur le circuit professionnel reste limitée. Battue au troisième tour des qualifications de Roland-Garros en 1993, elle reçoit une invitation pour le tableau principal de l'édition 1994, s'inclinant au 1er tour face à la Belge Sabine Appelmans, 17e mondiale. En mai 1995, elle atteint son meilleur classement en simple en se hissant à la 251e place mondiale. Sur le circuit WTA et ITF, elle remporte au total 68 matches pour 56 défaites en simple et accumule un prize-money total de 35 797 dollars. Éric Winogradsky parle d'un terrain « devenu anxiogène » pour sa joueuse, ce qui la pousse du jour au lendemain à « mettre un terme à sa carrière et reprendre les études ». Son premier entraîneur, Jean-Luc Cotard, jugera avec du recul qu'Amélie Castéra « aurait très bien pu faire carrière » et « aller chercher le top 100 ».
Elle met donc un terme à sa carrière sportive en juin 1996, à seulement 18 ans, après une défaite lors d'un match de double du tableau junior à Roland-Garros sur le court n°10, avec Amélie Mauresmo comme partenaire,.

### Formation
Bachelière au lycée Jean-de-La-Fontaine (Paris 16e), Amélie Castera obtient une maîtrise en droit à l'université Panthéon-Sorbonne puis sort diplômée de l'Institut d'études politiques de Paris, intégré en 1996, et de l'École supérieure des sciences économiques et commerciales (ESSEC).
À 26 ans, en 2004, elle sort de l'École nationale d'administration dans la promotion Léopold-Sédar-Senghor, aux côtés d'Emmanuel Macron, président de la République depuis 2017, Sibyle Veil, présidente-directrice générale de Radio France depuis 2018, Nicolas Lerner, directeur général de la Sécurité extérieure depuis 2024, ou encore Boris Vallaud, Olivier Becht, Romain Grau et Julien Aubert, tous devenus députés,,,.

### Carrière

#### Cour des comptes de 2004 à 2007
En 2004, à sa sortie de l'École nationale d'administration, Amélie Castéra est nommée à la Cour des comptes,,, où elle exerce notamment les fonctions de rapporteur près la Cour de discipline budgétaire et financière (CDBF)[source secondaire nécessaire].

#### AXA de 2008 à 2018

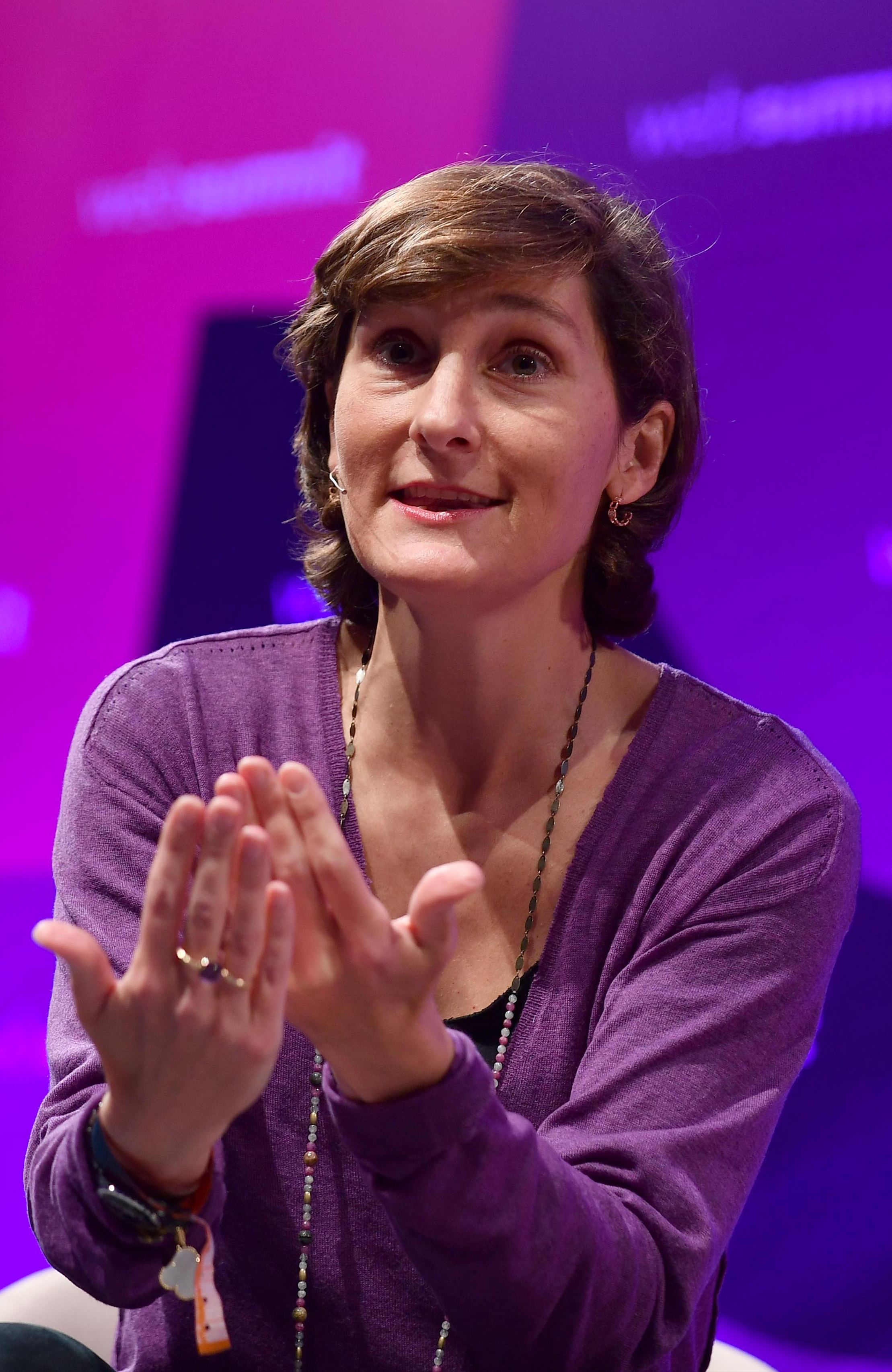
Amélie Oudéa-Castéra en 2017

Au milieu des années 2000, elle est repérée par Daniel Bouton, PDG de la Société générale (auquel son mari succédera en 2009). Elle quitte ensuite la Cour des comptes pour rejoindre Henri de Castries, baron du capitalisme français des années 2000 et dirigeant emblématique du groupe d'assurance Axa,. Elle occupe un rôle de directrice marketing puis digital d'Axa France à partir de 2008,, tout en ayant été nommée en 2009 au conseil d'administration du Centre national pour le développement du sport,.
À la direction d'AXA, elle est aussi membre du conseil d'administration de Plastic Omnium à partir de 2014 et de la société d'investissement Eurazeo en 2018,,. Elle est rémunérée 50 000 euros par Plastic Omnium en 2021 pour sa présence à huit réunions, puis 20 000 euros en 2022 pour trois réunions, parallèlement aux 500 000 euros perçus annuellement de la FFT.
Parallèlement, elle restera fonctionnaire en disponibilité, membre du corps des magistrats de la Cour des comptes, jusqu’à sa démission le 25 juin 2018[source secondaire nécessaire].

#### Carrefour de 2018 à 2021
En 2018, elle cofonde l'association « Rénovons le sport français » et Jean Castex, alors délégué interministériel aux grands événements sportifs, lui propose la direction de l'Agence nationale du sport, qu'il préside, mais elle décline l'offre,, préférant devenir administratrice et directrice e-commerce, data et transformation digitale du groupe d'hypermarchés Carrefour. Sa rémunération y est de 1,4 million d'euros par an. Elle y est recrutée par Alexandre Bompard, « le chouchou de l'establishment », qui vante sa « culture du haut niveau, où la passion se vit avec l'exigence du résultat ».

#### Fédération française de tennis de 2021 à 2022
Début 2021, elle décide de former un ticket avec l'ex-joueur professionnel Gilles Moretton pour présenter une liste d'opposition aux élections à la Fédération française de tennis (FFT), en dénonçant dans le quotidien Les Échos les « apparatchiks de la balle jaune, Bernard Giudicelli et Jean Gachassin » et en souhaitant faire vivre le stade Roland-Garros toute l'année ou encore remettre « le tennis dans la rue ».
Élu président en février 2021, Gilles Moretton la nomme le mois suivant directrice générale, en remplacement de Jean-François Vilotte, même si elle a refusé cinq fois. Il l'autorise à relever la rémunération de ce poste, à 35 000 euros nets par mois.
Elle quitte cette fonction quatorze mois après, en mai 2022, après avoir été nommée ministre des Sports, des Jeux olympiques et paralympiques.

#### Comité national olympique et sportif français
Le 19 juin 2025, elle est élue présidente du Comité national olympique et sportif français avec 100% des voix à la suite du retrait de son unique adversaire Didier Séminet, président de la Fédération française de baseball et softball,.

### Parcours politique

#### Ministère des Sports et des Jeux olympiques et paralympiques
En mai 2017, son nom circule pour entrer au gouvernement, comme ministre des Sports, puis de nouveau en 2018, en remplacement de Laura Flessel. Il réapparaît en 2022 après la réélection d'Emmanuel Macron,.
Le 20 mai 2022, elle est nommée ministre des Sports et des Jeux olympiques et paralympiques au sein du gouvernement Élisabeth Borne.
Quelques jours après son entrée au gouvernement, elle est pointée du doigt pour sa gestion de la finale de la Ligue des champions au Stade de France, qui connait un grand nombre d'incidents et de heurts en marge de l'événement.
Son mandat de ministre est marqué par d'importantes polémiques et de nombreuses affaires qui touchent les hautes sphères du sport français, à la Fédération française de football (avec plusieurs accusations visant son président Noël Le Graët), la Fédération française de rugby (l'affaire Bernard Laporte-Mohed Altrad) et le Comité d'organisation de la Coupe du monde de rugby 2023 en France (avec plusieurs accusations visant son directeur général Claude Atcher). La ministre incite au départ les dirigeants du rugby et du football français. Le 27 janvier 2023, Bernard Laporte, ancien secrétaire d'État chargé des Sports sous Nicolas Sarkozy, démissionne de ses fonctions de président de la FFR. Le 28 février 2023, c'est au tour de Noël Le Graët, président de la FFF depuis 2011, de quitter ses fonctions. Claude Atcher, pointé du doigt pour le marasme financier de l'organisation de la Coupe du monde de rugby 2023, avait été mis à pied dès le 29 aout 2022 et démis de ses fonctions le 11 octobre suivant. Son action pour remettre de l'ordre dans la gouvernance du sport français est louée par plusieurs acteurs dont Philippe Bana, président de la Fédération française de handball. Dans ce cadre, elle contribue à faire voter, en 2022, la loi sur la démocratisation du sport, qui limite à trois le nombre de mandats exercés par un président à la tête d’une fédération sportive ou d’un de ses organes régionaux.
D'autres polémiques sur la gouvernance du sport français inclut celles autour du Comité national olympique et sportif français (diverses polémiques autour de sa présidente Brigitte Henriques) et la Fédération française de tennis, dont elle était directrice générale jusqu'à sa nomination au gouvernement, marquée par 210 départs de salariés et des accusations de harcèlement, conflit d'intérêts et rémunérations disproportionnées. 
En janvier 2024, Le Monde révèle que la ministre des Sports a rencontré secrètement la directrice générale de la Fédération française de football, le 9 janvier 2023, en pleine mission de l'inspection générale à la FFF.

#### Ministère de l'Éducation nationale, de la Jeunesse, des Sports, des Jeux olympiques et paralympiques
Le 11 janvier 2024, elle devient ministre de l'Éducation nationale et de la Jeunesse au sein du gouvernement Gabriel Attal, tout en conservant son portefeuille de ministre des Sports, des Jeux olympiques et paralympiques.
Les syndicats dénoncent le cumul de portefeuilles ministériels très importants, nécessitant, selon eux, chacun un ministre à temps plein.
Empêtrée dans des polémiques autour de ses propos sur l’école publique et son conflit d'intérêts vis-à-vis du collège Stanislas dès sa nomination, elle arrive en dernière place du baromètre mensuel des personnalités politiques réalisé par Ipsos, avec seulement 6 % d'opinions favorables dans un sondage ayant eu lieu peu après sa nomination, du 17 au 19 janvier. Le 30 janvier 2024, toujours sous le feu de nombreuses critiques, elle accuse ses détracteurs de faire d'elle « le symbole d'une caste privilégiée à abattre ».
Durant cette période, elle bénéficie du soutien d'une cinquantaine de dirigeants du sport français, dont Florian Grill, président de la Fédération française de rugby, Gilles Moretton, président de la Fédération française de tennis, Jean-Pierre Siutat, président de la Fédération française de basket-ball ou encore Claude Onesta, responsable de la haute performance à l'Agence nationale du sport, dans une tribune louant son "écoute, son exigence et son leadership" et suggérant au corps enseignant "de prendre le temps de découvrir" la ministre. 
Elle quitte le ministère de l'Éducation nationale le 8 février 2024, remplacée par Nicole Belloubet, ancienne Garde des sceaux. Elle n'est restée que 28 jours à la rue de Grenelle, battant le record du plus court passage à la tête de ce ministère sous la Ve République, qui était jusqu'ici détenu par Benoît Hamon, en poste seulement 4 mois et 24 jours (146 jours au total) en 2014.

#### Ministère des Sports et des Jeux olympiques et paralympiques
Malgré la perte de son portefeuille le plus important, elle conserve ceux des Sports et des Jeux olympiques et paralympiques à l'occasion du remaniement ministériel du 8 février 2024. Ce retour est perçu comme un déclassement et un échec par beaucoup mais aussi un retour aux sources pour la ministre sur des dossiers où elle fait valoir une plus grande maîtrise.
Les Jeux olympiques et paralympiques de Paris 2024 ont lieu durant ses dernières semaines à l'avenue de France. Ceux-ci sont perçus comme un succès populaire et sportif pour la France puisque que l'objectif de médailles est rempli lors des deux événements.
Elle se fait remarquer en juillet 2024 pour avoir envoyé une lettre à des sénateurs en les félicitant de leurs réélections, les confondant avec les députés.  
Après avoir envisagé la possibilité de poursuivre à son poste, elle n'est finalement pas reconduite dans ses fonctions dans le gouvernement de Michel Barnier le 21 septembre 2024. Gil Avérous, maire de Châteauroux, lui succède.

## Polémiques et controverses

### Finale de la Ligue des champions au Stade de France
En 2022, après les incidents et nombreux heurts autour du Stade de France en marge de la finale de la Ligue des champions, la gestion de l’événement par le ministre de l’Intérieur Gérald Darmanin et Amélie Oudéa-Castéra, nommée ministre 8 jours plus tôt, est mise en cause. 105 personnes sont interpellées, essentiellement pour des faits de violences comme des vols ou aggressions. Le coup d'envoi de la rencontre doit même être retardé de plus d'une demi-heure du fait de tensions à l'extérieur du stade. 
La ministre des Sports attribue le problème à un très grand nombre de supporters venus sans billet, 30 000 à 40 000 selon elle, puis s'excuse ensuite pour ce chiffre disproportionné. Le club anglais de Liverpool, qui dispute la finale face au Real Madrid, demande notamment des explications aux autorités françaises après cette soirée,. La presse anglaise voit dans cette thèse d'une fraude massive, une tentative maladroite « d'exonérer les autorités françaises d'une quelconque responsabilité dans le fiasco ». Les ministres sont notamment visés par des banderoles des supporters de Liverpool pendant les matches suivants du club les traitant de « menteurs » pour une succession de commentaires sur à leur propos, après la finale et ses débordements,. Le Liverpool Echo relève qu'Amélie Oudéa-Castera continue de « colporter le récit » d'un chaos provoqué par « les fans des Reds munis de faux tickets ». 
Un an après, elle répond n'avoir « jamais menti » au sens où elle ne s'est « jamais écartée des informations » dont elle disposait.

### Rémunération et dysfonctionnements à la Fédération française de tennis
Élu président de la Fédération française de tennis (FFT) le 13 février 2021, Gilles Moretton nomme dans la foulée, Amélie Oudéa-Castera au poste de directrice générale. Celle-ci avait appuyé sa candidature, et se sert de ce poste comme « tremplin » pour être nommée ministre des Sports un an plus tard. Le 5 décembre 2022, Mediapart révèle qu'elle a perçu plus de 35 000 euros nets par mois à ce poste, ce qui apparait comme un montant excessif au regard des capacités de la Fédération. 
Devenue ministre des Sports le 20 mai 2022, un décret du 4 août 2022 la prive de tutelle sur la FFT, désormais placée sous l’autorité directe de la Première ministre Élisabeth Borne.
Le 27 octobre 2023, devant une commission d'enquête parlementaire sur les dysfonctionnements dans le sport, Gilles Moretton, par ailleurs visé par une enquête préliminaire du Parquet national financier pour « corruption » et « détournement de biens publics », a faussement indiqué devant les parlementaires qu'Amélie Oudéa-Castera a touché une rémunération « pas très éloignée » de celle de son prédécesseur Jean-François Vilotte. Dans cette même audition, lorsqu’il est question de son salaire annuel de 500 000 euros, en tant que directrice générale de la Fédération française de tennis, elle déclare : « si je rapporte ma rémunération actuelle au volume d’heures que chaque semaine je m’enfourne, en bossant jour, nuit, week-ends, je ne suis pas bien payée ».
Interrogée le 16 novembre, la ministre explique à la même commission d'enquête avoir divisé par trois son salaire en passant du groupe Carrefour à la FFT et qu'« il n’y a pas d'argent du contribuable derrière [sa] rémunération », avant de reconnaître quelques heures plus tard, dans un courrier correctif adressé à la même commission, que la FFT touchait bien des subventions publiques. Le Monde souligne qu'elle venait de « tordre les faits » lors de son audition et rappelle que son prédécesseur, Jean-François Vilotte (2018-2021), recevait lui 86 000 euros de moins par an, un salaire déjà estimé excessif pour un tel poste,,.
Le rapport parlementaire sur les défaillances au sein des fédérations sportives, dévoilé le 23 janvier 2024, est aussitôt qualifié de « militant » et que celui-ci est « instrumentalisé à des fins politiques ».
Le comité d'éthique de la FFT retient lui des « griefs graves » de l'ancienne directrice générale envers sa direction et qu'elle cultive de « nombreux conflits d'intérêts ». Le comité social et économique (CSE) a lui lancé une alerte après deux signalements pour harcèlement moral visant Amélie Oudéa-Castéra. Une dizaine de témoignages de salariés et d’élus de la FFT « décrivent une crise sociale majeure » depuis l’arrivée du tandem Moretton-Oudéa-Castéra, avec 110 départs en peu de temps, soit plus du quart des effectifs,. « Tout le monde a peur » et certains « font semblant d’aller bien pour ne pas risquer de perdre leur poste, car ils savent qu’ils peuvent être mis dehors en dix minutes », résume un cadre dans Le Monde

### Collège Stanislas
Le 12 janvier 2024, au lendemain de sa nomination à l'Éducation nationale, L'Obs et Mediapart relèvent que les trois enfants d'Amélie Oudéa-Castéra sont scolarisés au collège Stanislas, un établissement privé catholique huppé et réputé conservateur, dont les pratiques éducatives ont été à plusieurs reprises qualifiées de sexistes et homophobes,,,. Une autre enquête de Mediapart révèle ensuite que ces accusations avaient déclenché une enquête administrative en mai 2023. Tout juste arrivée au ministère de l'Éducation nationale, la ministre est donc chargée de ce dossier, ce qui interroge sur un possible conflit d'intérêts. Cette situation l'amène une semaine plus tard à se dessaisir du sujet, comme le préconise la Haute Autorité pour la transparence de la vie publique, au profit du Premier ministre Gabriel Attal.
Le 17 janvier 2024, alors qu'Emmanuel Macron a pris la veille sa défense en conférence de presse, elle plaide la « bonne foi », que Libération analyse comme une minimisation des faits. Mediapart l'accuse même d'avoir menti, car elle affirme que le rapport d'inspection sur le collège Stanislas ne mentionne qu'un seul cas d'homophobie. Le rapport recense cependant plusieurs cas de discours homophobes et sexistes de catéchistes auxquels se sont ajoutées des humiliations visant une victime d'une agression sexuelle commise en dehors de l'établissement, ou encore des livrets de catéchèse écrivant que « l'avortement signifie […] toujours tuer volontairement une personne humaine innocente ». De son côté, le chef d'établissement menace de « réagir devant la justice face à des accusations mensongères et diffamatoires ». La Mairie de Paris suspend le 17 janvier son financement « obligatoire » de 1,3 million d'euros au collège Stanislas. Des documents datant de 2011 attestant de cours homophobes sur l’homosexualité devant des classes de 1re, « disponibles sur le site de l’école jusqu’en 2013 », sont par la suite publiés dans la presse,.
Le 20 janvier 2024, Mediapart dévoile qu'un certain nombre d'élèves du collège Stanislas, dont le fils aîné d'Amélie Oudéa-Castéra, ont bénéficié d'un système de cooptation leur permettant d'intégrer la classe préparatoire économique et commerciale de l'établissement en contournant le dispositif national d'affection dans les études supérieures, Parcoursup, puis que la ministre a fait le choix de classes non mixtes, pourtant devenues très rares en France, n'existant que dans seulement 0,07 % des 59 000 écoles du pays, et que le Code de l’éducation donne mission à tous les établissements, publics comme privés, de « favoriser la mixité et l’égalité hommes-femmes ». La ministre s'en défend, par la voix de Prisca Thevenot,porte-parole du gouvernement, qui explique qu'il s'agit d'un souhait de ses enfants.

### Propos controversés sur l'école publique
Le 12 janvier 2024, Amélie Oudéa-Castéra justifie le choix de la scolarisation de ses trois fils dans l'école privée Stanislas en évoquant l'expérience de son aîné à l'école publique Littré où elle aurait observé des absences récurrentes de professeurs avec un « paquet d'heures pas sérieusement remplacées »,,. Ses propos déclenchent une polémique nationale sur la concurrence entre l'enseignement public et celui privé, et le manque de mixité sociale à l'école,. Libération révèle par la suite que l'aîné de la ministre n'a été scolarisé que six mois à l'école Littré, en classe de petite section de maternelle, son institutrice affirmant par ailleurs n'avoir jamais été absente durant cette période. Plusieurs parents d'élèves de l'époque, sans lien avec la ministre, dont le journaliste Nicolas Poincaré, confirment qu'il n'y a jamais eu d'absences non remplacées dans cet établissement. Le motif réel de la scolarisation dans le privé de son enfant se révèle être le refus de l'établissement de lui faire sauter une classe,,,. La ministre maintient sa version dans un premier temps, tout en regrettant ses propos, puis reconnaît que les statistiques du rectorat et la parole de cette enseignante lui « donnent tort » dans un second. Elle visite cette école maternelle et élémentaire Littré, où elle y présente ses excuses aux enseignants. Elle est cependant « copieusement sifflée » par une quarantaine de manifestants,.
Estimant ses propos provocateurs, les syndicats d'enseignants dénoncent « une déstabilisation » et un « mépris » de l'école publique et l'un d'eux, le Syndicat national des agents publics de l'Éducation nationale (SNAPEN), porte plainte pour diffamation en raison de « ses propos sur l'enseignement public », mais celle-ci est classée sans suite. Les oppositions accusent la ministre de mentir, et réclament sa démission,,,,,. En réponse, plusieurs de ses collègues du gouvernement prennent sa défense, et une cinquantaine de dirigeants du monde sportif lui apportent également leur soutien dans une lettre ouverte publiée sur le site de La Tribune,.
Le 6 février 2024, durant une séance de questions au gouvernement à l'Assemblée nationale, interrogée sur les fermetures de classes en zone rurale, Amélie Oudéa-Castéra intègre dans son argumentation que « si le nombre d'enfants est trop réduit pour une classe donnée c'est toute l'émulation qui est remise en cause ». Ses propos suscitent de nouvelles critiques des oppositions.

### Amie d'enfance membre du conseil d'administration de la Société générale
En 2024, il est révélé qu'une amie d'enfance d'Amélie Oudéa-Castéra, Lubomira Rochet, directrice générale chargée du numérique du groupe L’Oréal depuis 2014, a été administratrice indépendante de la Société générale pendant plusieurs années, ce qui relève d'un potentiel conflit d'intérêts vis-à-vis de son mari, directeur général de la banque entre 2008 et 2023.

### Démarches en faveur de l'école privée Diagonale
Selon Mediapart, lors de son passage au ministère des Sports, elle s'est impliquée activement pour soutenir l'école privée Diagonale, qui accueille parmi ses élèves des jeunes sportifs (de la primaire à la classe préparatoire) avec des frais de scolarité allant de 4 900 à 6 900 euros par an. Contre l'avis des services spécialisés de l'Éducation nationale, elle a soutenu de manière répétée en 2023 les démarches de cette école pour accéder au statut d'établissement sous contrat.

### Controverse autour d'un documentaire sur lesJeux olympiques d'été 2024
Fin juillet 2025, un documentaire sur l’ancienne ministre des Sports et des Jeux olympiques et paralympiques est diffusé sur la chaîne France 3. Le sujet initial est la préparation des Jeux olympiques de Paris de 2024, cependant des téléspectateurs et opposants politiques dénoncent sur les réseaux un narratif « panégyrique » à la faveur d'Amélie Oudéa-Castéra. Selon eux, le documentaire aurait pour objectif de la réhabiliter suite aux révélations de Mediapart lors de son bref passage au ministère de l'Éducation nationale,,,,. Il est également remarqué que la société de production spécialisée en publicité et communication a pour cliente la Fédération française de tennis dont Amélie Oudéa-Castéra fut également directrice générale entre 2021 et 2022. Le réalisateur du documentaire dément toute tentative de propagande en sa faveur.  Face à la polémique, un délégué groupe SNJ-CGT de France Télévisions indique vouloir saisir le comité d’éthique du groupe d'audiovisuel public France TV.

## Affaire judiciaire

### Diffamation envers Noël Le Graët
Le 14 mars 2024, Amélie Oudéa-Castera est mise en examen dans l'enquête de la Cour de justice de la République (CJR) consécutive à la plainte en diffamation de Noël Le Graët pour les propos tenus par la ministre des Sports en exercice en février 2023 sur la gestion de la Fédération française de football par son ancien président. 
Le 25 novembre 2024, Noël Le Graët retire sa plainte contre Amélie Oudéa-Castera, qui ne sera donc pas jugée en diffamation par la CJR.

## Distinctions

### Décorations françaises
Amélie Oudéa-Castéra est ex officio commandeur de l'ordre des Palmes académiques en tant que ministre de l'Éducation nationale (2024).
Le 15 janvier 2025, elle est nommée au grade de chevalier dans l'ordre national de la Légion d'honneur au titre de « ancienne ministre ; 21 ans de services ».

### Décoration internationale
Le 12 août 2024, elle est titulaire de l'ordre olympique, échelon argent, par le Comité international olympique.

## Pour approfondir

#### Bases de données et dictionnaires
- Ressources relatives au sport :   - ITF
  - Tennis Abstract
  - Wimbledon
  - WTA
- Ressources relatives à l'audiovisuel :   - France 24
  - IMDb
- Ressource relative à la vie publique :   - Haute Autorité pour la transparence de la vie publique
- Ressource relative à plusieurs domaines :   - Radio France
- Ressource relative à la recherche :   - Persée
- Notices d'autorité :   - VIAF
  - IdRef
  - GND

#### Autres liens externes
- Sa fiche sur le site de la Revue politique et parlementaire, consulté le 21 mai 2022.